# Eparquia uniata da Lituânia
Eparquia da Lituânia, também Vilnius, Lituânia-Vilnius (até 1828) e Vilnius dos Rutenos, foi um eparquia da Igreja uniata russa que existiu em 1809-1839. Foi parte da Metrópole de Kiev, Galícia e Toda a Rutênia.

## História
Foi criada por ordem do imperador Alexandre I das partes norte e leste da eparquia de Brest. Incluía os gubernias de Vilnius e Curlândia, Bobruisk, Borisov, Vilei, Dzisen e os uezds de Minsk do gubernia de Minsk. Em 1828, todas as paróquias de Brest e parte da eparquia de Lutsk foram adicionadas a ela. Ao mesmo tempo, os territórios do gubernia da Curlândia, os distritos de Babruiski, Barisavski, Dzisenskie, Igumenski do gubernia de Minsk foram transferidos para a eparquia bielorrussa (sé na cidade de Polatsk). Em 1828, o território da eparquia uniata lituana consistia nos gubernias de Vilnius e Grodno, oblast de Bialistok, Vilei, Minsk, Pinsk, uezd de Slutsk do gubernia de Minsk, Dubna, Kovel, Kramenets, Lutsk, Rivne, gubernia da Volinia. A sé da eparquia era Vilnius, a partir de 1828 foi transferida para Zhirovichi (atual raion de Slonim). Em 1811, havia 295 templos, 333 padres e 308.852 paroquianos. Após as mudanças territoriais (1828), o número de paróquias aumentou para 779 e padres para 735. Abolida em conexão com a extinção da Igreja uniata pelo Sínodo de Polatsk em 1839, a eparquia ortodoxa lituana foi formada em seu território. Quando a eparquia uniata lituana foi criada, seu chefe nominal era Heráclio Lisovski, embora na verdade tenha sido administrada por Vilnius e pelo sufragâneo lituano Adriano Golovnia até 1831. Em 1832-1839, a eparquia foi chefiada por um bispo lituano independente, José Semashko.

## Episcopado
- Heráclio Lisovski (1809- 1831);[3]
- José Semashko (1832-1839) - Depois bispo ortodoxo.[3][6]